# Mingguang
Mingguang (en chino, 明光; pinyin, Míng·Guāng, léase Ming·Kuang) es un municipio  bajo la administración directa de la Prefectura Chuzhou en la Provincia de Anhui, República Popular China.  Su área es de 2350 km² y su población total para 2010 superó los 500 mil habitantes. 

## Administración
Desde julio de 2020, el  Municipio Mingguang se divide en 17 pueblos que se administran en 4 subdistritos, 12 poblados y 1 villa.